# STS-45
STS-45 foi uma missão da nave Atlantis, lançada em março de 1992, que fez experiências em órbita no Laboratório Atmosférico para Aplicações e Ciência (ATLAS-1), montado no Spacelab.

## Tripulação
| Posição                  | Astronauta                            |
| ------------------------ | ------------------------------------- |
| Comandante               | Charles Bolden Jr.                    |
| Piloto                   | Brian Duffy                           |
| Especialista de missão 1 | David Leestma                         |
| Especialista de missão 2 | Michael Foale dupla nacionalidade     |
| Especialista de carga 1  | Kathryn Sullivan                      |
| Especialista de carga 2  | Byron Lichtenberg                     |
| Especialista de carga 3  | Dirk Frimout primeiro belga no espaço |

## Hora de acordar
- 2° Dia: Every Little Thing, de Jeff Lynne.
- 3° Dia: Women, da banda Def Leppard.
- 4° Dia: Flash, da banda Queen.
- 5° Dia: Welcome Home, da banda Metallica.
- 6° Dia: I Just Want to Be Your Everything, de Andy Gibb.
- 7° Dia: Sweet Dreams, do grupo Eurythmics.
- 8° Dia: Only You, do grupo Yazoo.

## Principais fatos
O lançamento da missão ocorreu em 24 de Março de 1992, às 8:13 a.m. EST. O lançamento havia sido originalmente planejado para o dia 23 de Março, porém foi adiado em um dia devido a concentrações de hidrogênio e oxigênio líquidos superiores ao permitido no compartimento posterior durante as operações de abastecimento. Durante a resolução dos problemas, as fendas não puderam ser reproduzidas, levando os engenheiros a acreditarem que elas foram o resultado do encolhimento no sistema de propulsão principal que não foi condicionado termicamente para os propelentes em temperaturas muitos baixas. O lançamento foi então adiado para o dia 24 de Março, quando ocorreu com sucesso. O peso no lançamento foi de  233 650 lb (105 982 kg).
A missão carregou o primeiro Laboratório Atmosférico para Aplicações e Ciência (ATLAS-1) nos encaixes da Spacelab montados no corpartimento de carga do orbitador. A carga não-lançável, equipada com 12 instrumentos dos Estados Unidos, França, Alemanha, Bélgica, Suíça, Países Baixos e Japão, conduziu estudos na química atmosférica, radiação solar, física do plasma espacial e astronomia ultravioleta.
Os instrumentos da ATLAS-1 foram:
- Atmospheric Trace Molecule Spectroscopy (ATMOS)
- Espectrômetro Grille
- Millimeter Wave Atmospheric Sounder (MAS)
- Imaging Spectrometric Observatory (ISO)
- Atmospheric Lyman-Alpha Emissions (ALAE)
- Atmospheric Emissions Photometric Imager (AEPI)
- Space Experiments with Particle Accelerators (SEPAC)
- Active Cavity Radiometer (ACR)
- Medição da Constante Solar (SOLCON)
- Espectro Solar (SOLSPEC)
- Solar Ultraviolet Spectral Irradiance Monitor (SUSIM)
- Far Ultraviolet Space Telescope (FAUST).

As outras cargas incluíam o experimento Shuttle Solar Backscatter Ultraviolet (SSBUV), um experimento  Getaway Special (GAS) e seis experimentos no
compartimento mediano.
A aterrissagem ocorreu em 2 de Abril de 1992, às 6:23 a.m. EST, na Runway 33, no Centro Espacial John F. Kennedy. A distância de rolagem foi de 9,227 pés (2812 m). A missão foi estendida em um dia para dar continuidade aos experimentos científicos. O peso na aterrissagem foi de 205 042 lb (93 005 kg).

## Buraco da Terra

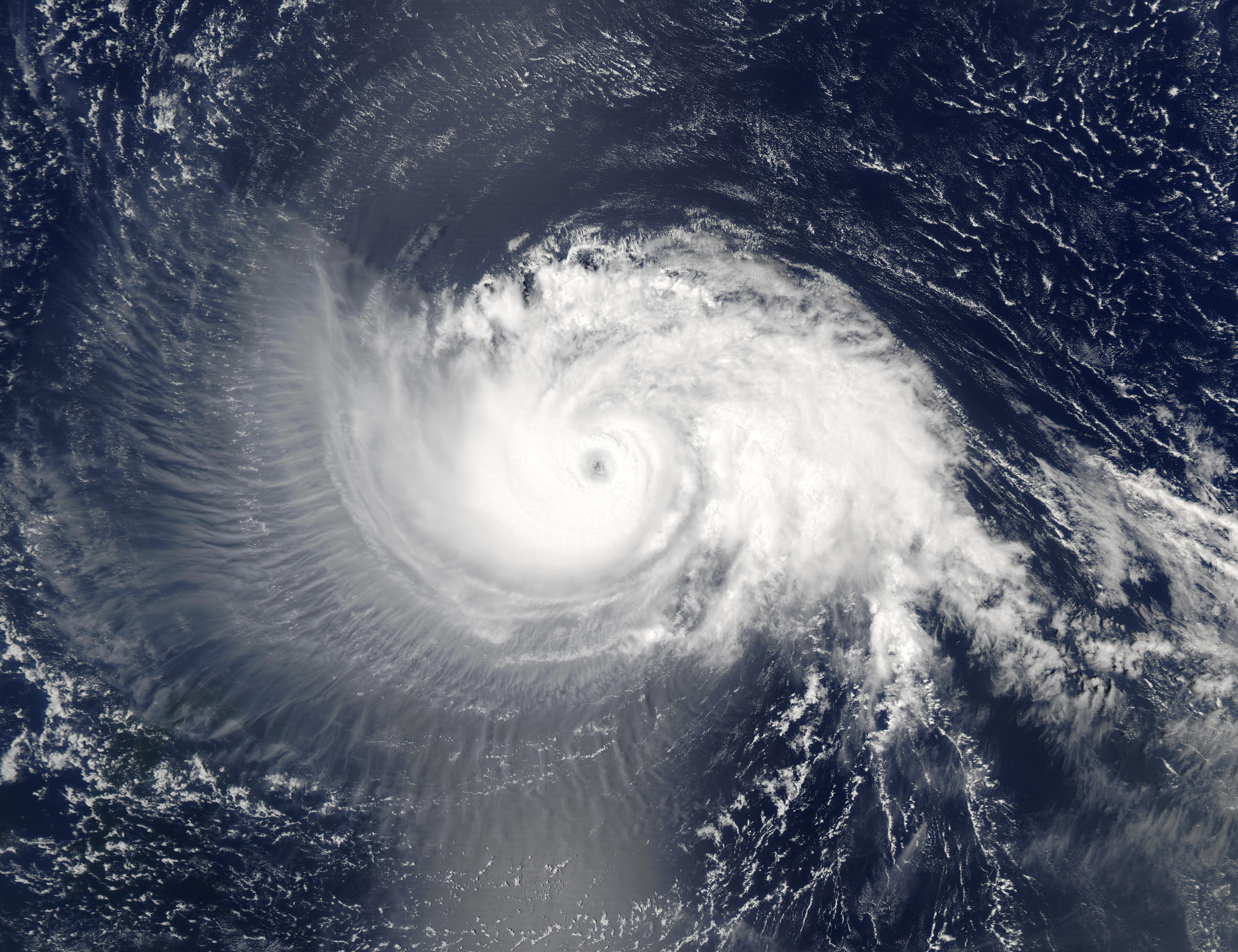
O Furacão Winston visto do Atlantis.

A missão também foi marcada pela formação do Furacão Winston, estendendo-se ao longo do Oceano Pacífico até as ilhas Havaí. Os especialistas de cargas Byron Lichtenberg e Dirk Frimout estavam do lado de fora do Atlantis removendo uma carga de um módulo de serviço do ônibus espacial. Poucos minutos Byron viu o que ele chamou de "nuvens juntas" se formando. Ao ver a espetacular imagem do Furacão ele pediu emprestado a Dirk um câmera de boa resolução para tirar fotos do ciclone, mais só uma ficaria revelada e mais famosa, a que ele batizou de "Buraco da Terra". Ao tirar a foto Byron disse o que seria sua famosa frase: "Gente! isso aqui é o Buraco da Terra!". O comandante da missão. Charles Bolden. ouviu e aformou: "Pois é... isso é um buraco e que buraco!".